# Litoria nasuta
Espèce
Synonymes
- Pelodytes nasutus Gray, 1842
- Hyla peninsulae De Vis, 1884
- Hyla semoni Boettger, 1894

Statut de conservation UICN

 LC  : Préoccupation mineure
Litoria nasuta est une espèce d'amphibiens de la famille des Pelodryadidae.

## Répartition
Cette espèce se rencontre en dessous de 50 m d'altitude :
- en Australie dans les régions côtières du Nord et de l'Est, de la région de Kimberley en Australie-Occidentale jusqu'à la moitié-Est de la Nouvelle-Galles du Sud, ce qui représente 953 300 km2[2] ;
- dans les forêts des basses terres du Sud et de la péninsule Sud-Est de la Nouvelle-Guinée, en Indonésie et en Papouasie-Nouvelle-Guinée.

## Description

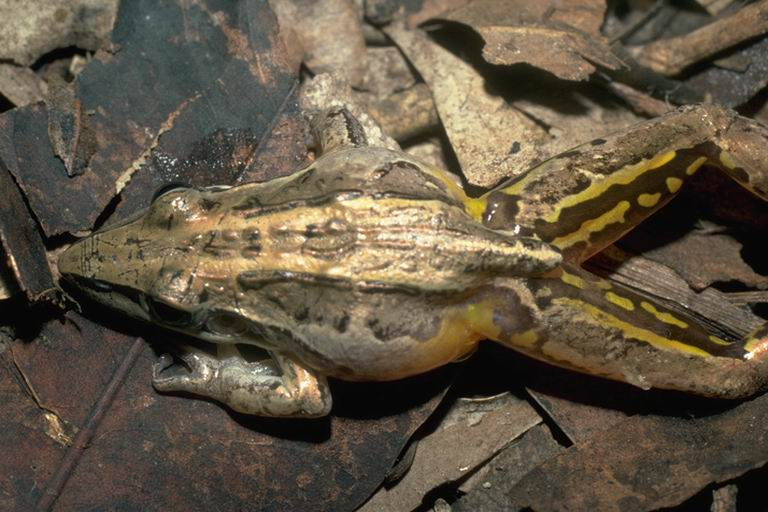
Litoria nasuta

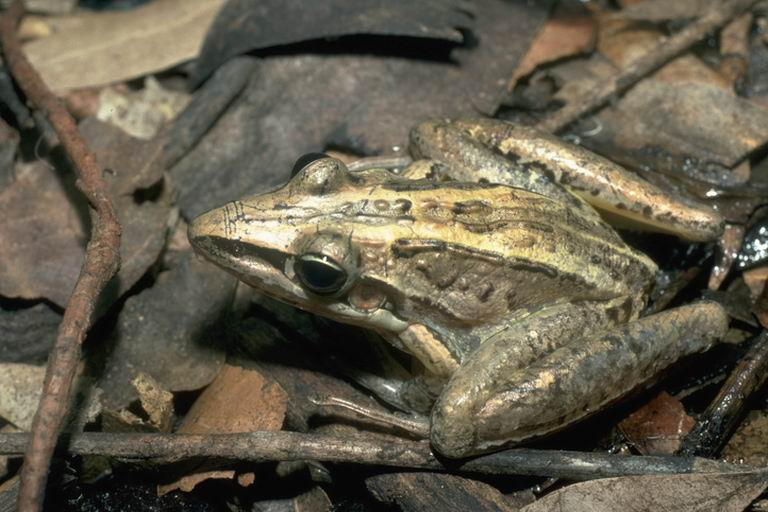
Litoria nasuta

Les mâles mesurent de 33 à 45 mm et les femelles de 36 à 65 mm.

## Publication originale
- Gray, 1842 : Description of some hitherto unrecorded species of Australian reptiles and batrachians. Zoological Miscellany, vol. 2, p. 51-57 (texte intégral).